# Höflein an der Hohen Wand

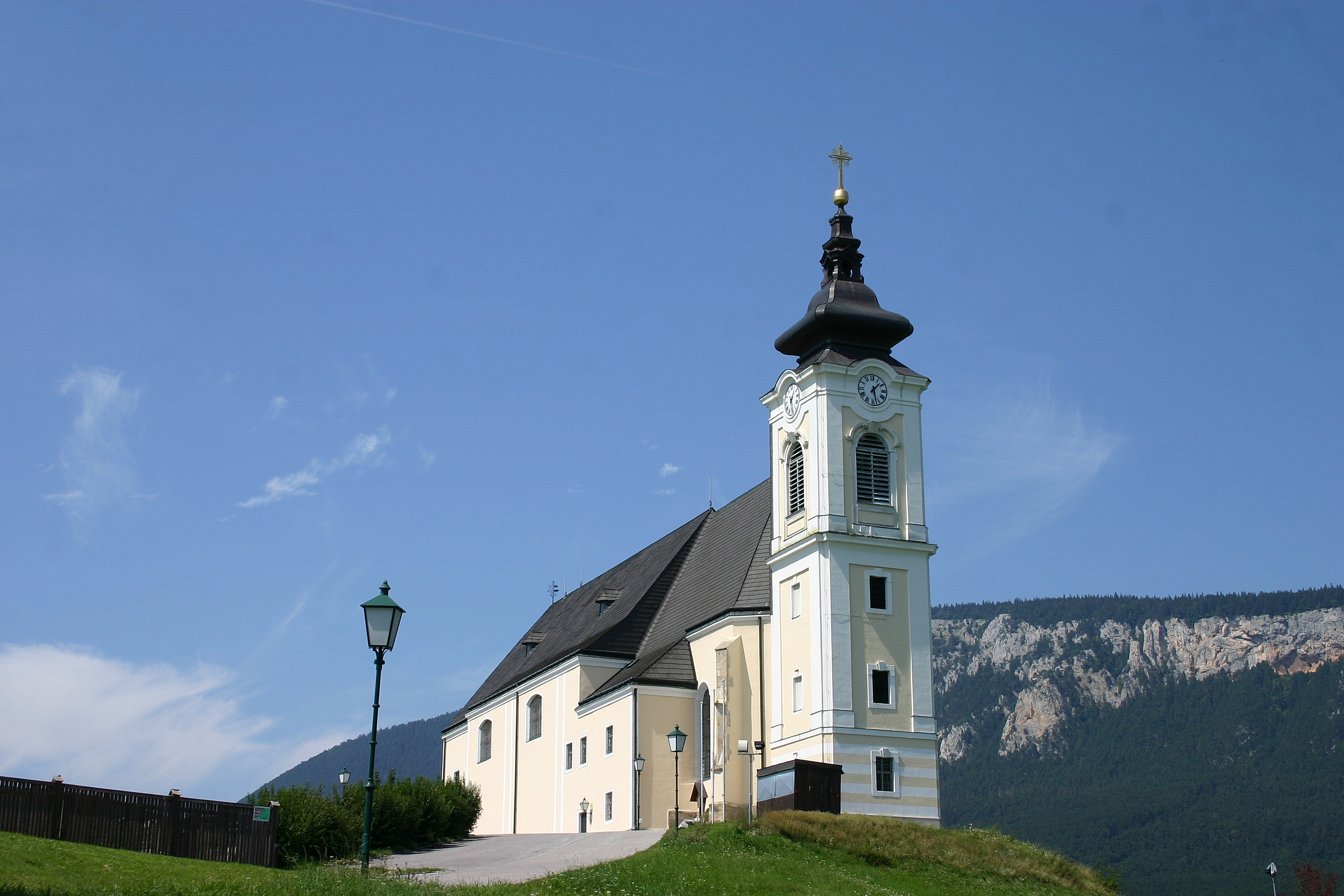
Wahrzeichen der Gemeinde ist die Wallfahrtskirche Maria Kirchbüchl

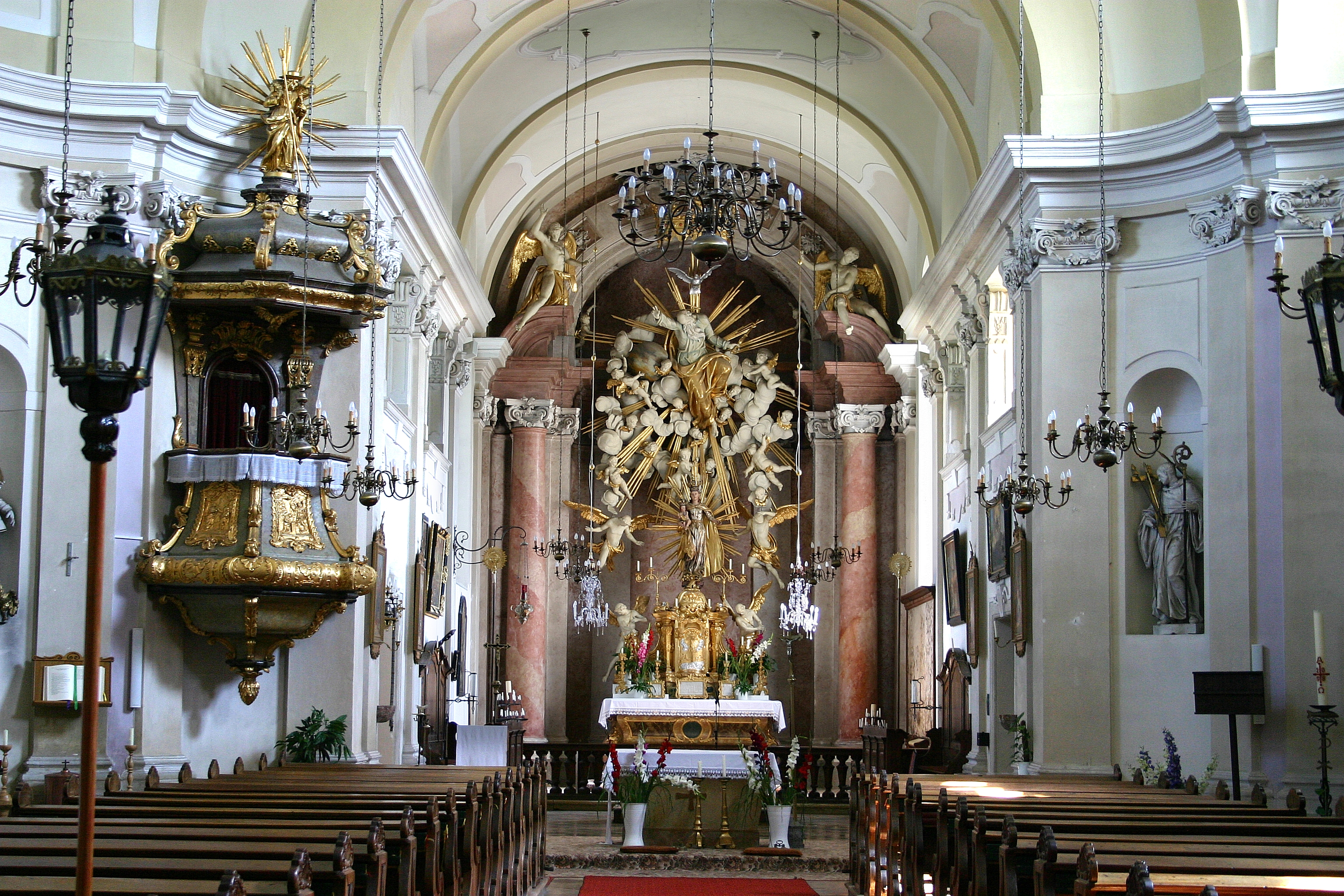
Hauptaltar der Wallfahrtskirche Maria Kirchbüchl

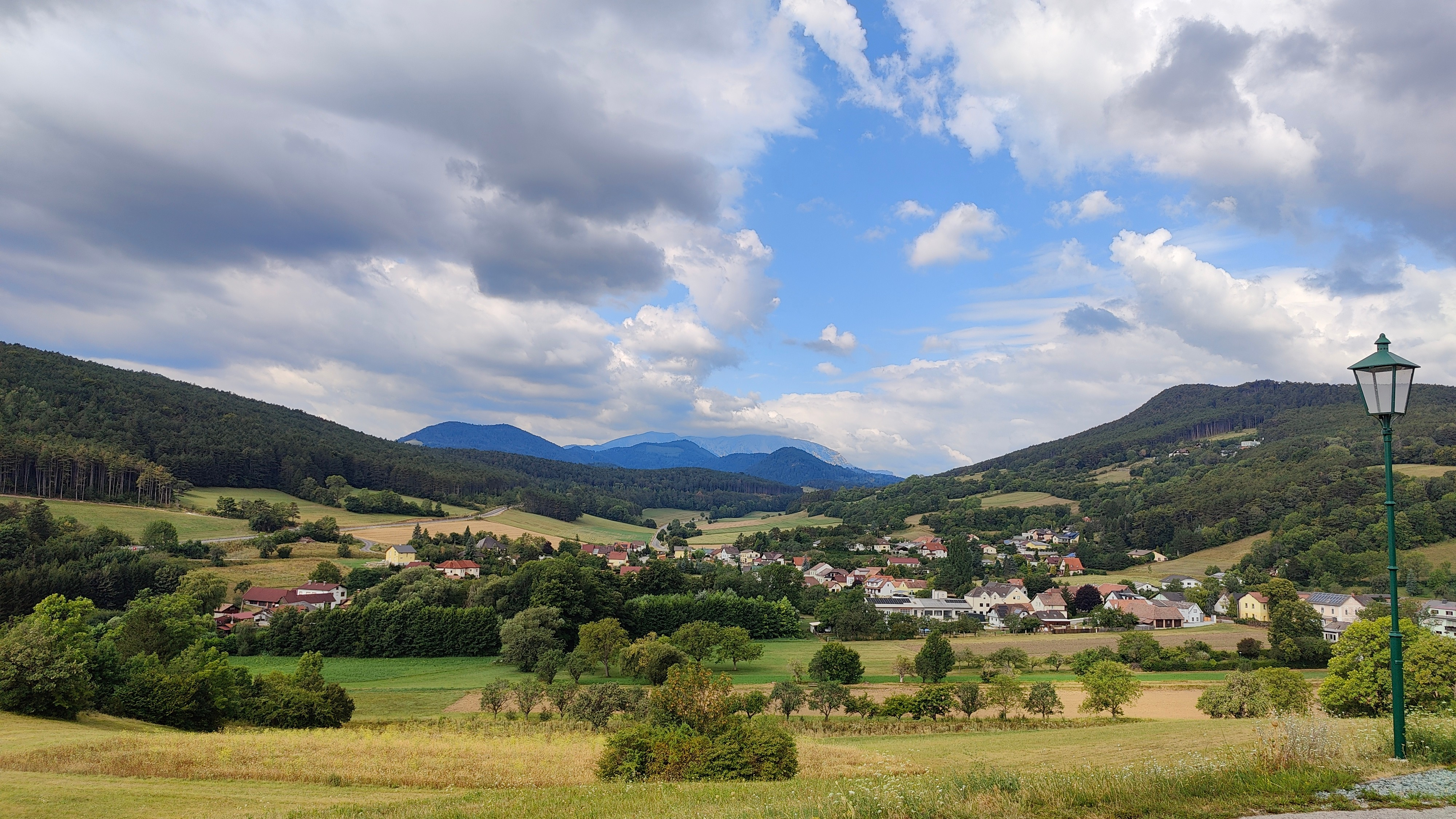
Unterhöflein, im Hintergrund der Schneeberg

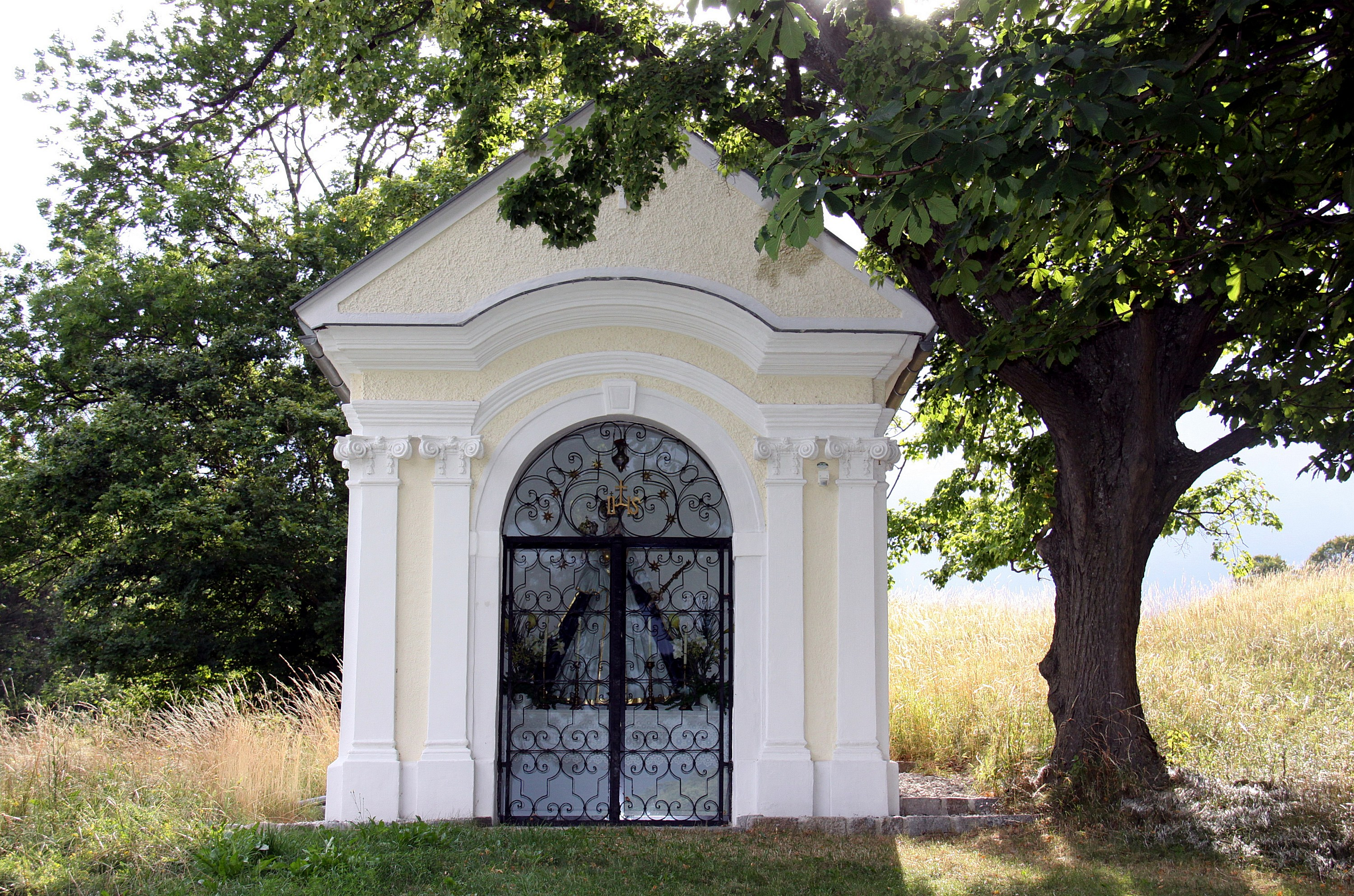
Denkmalgeschützte Marienkapelle unterhalb der Wallfahrtskirche

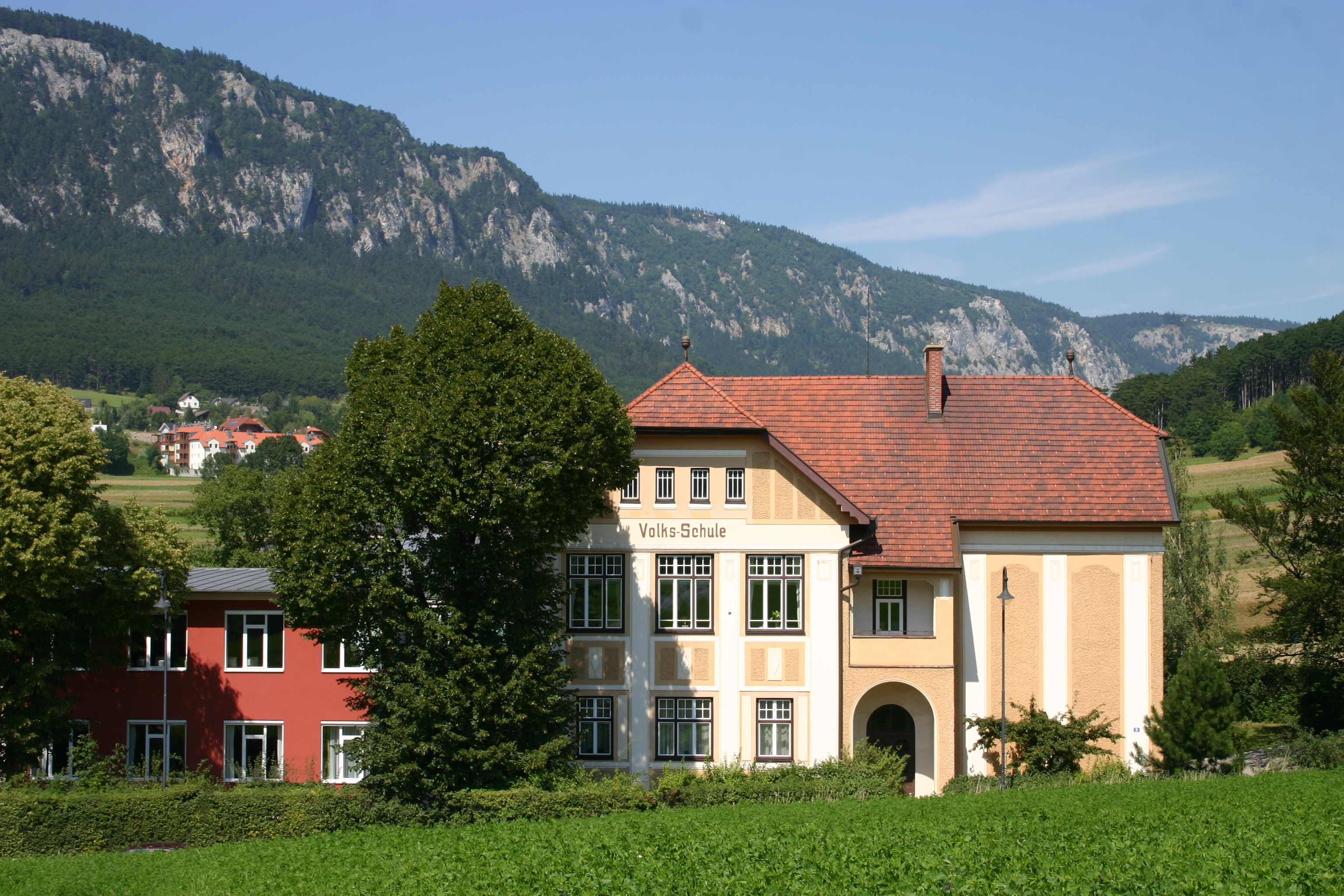
Historische Volksschule

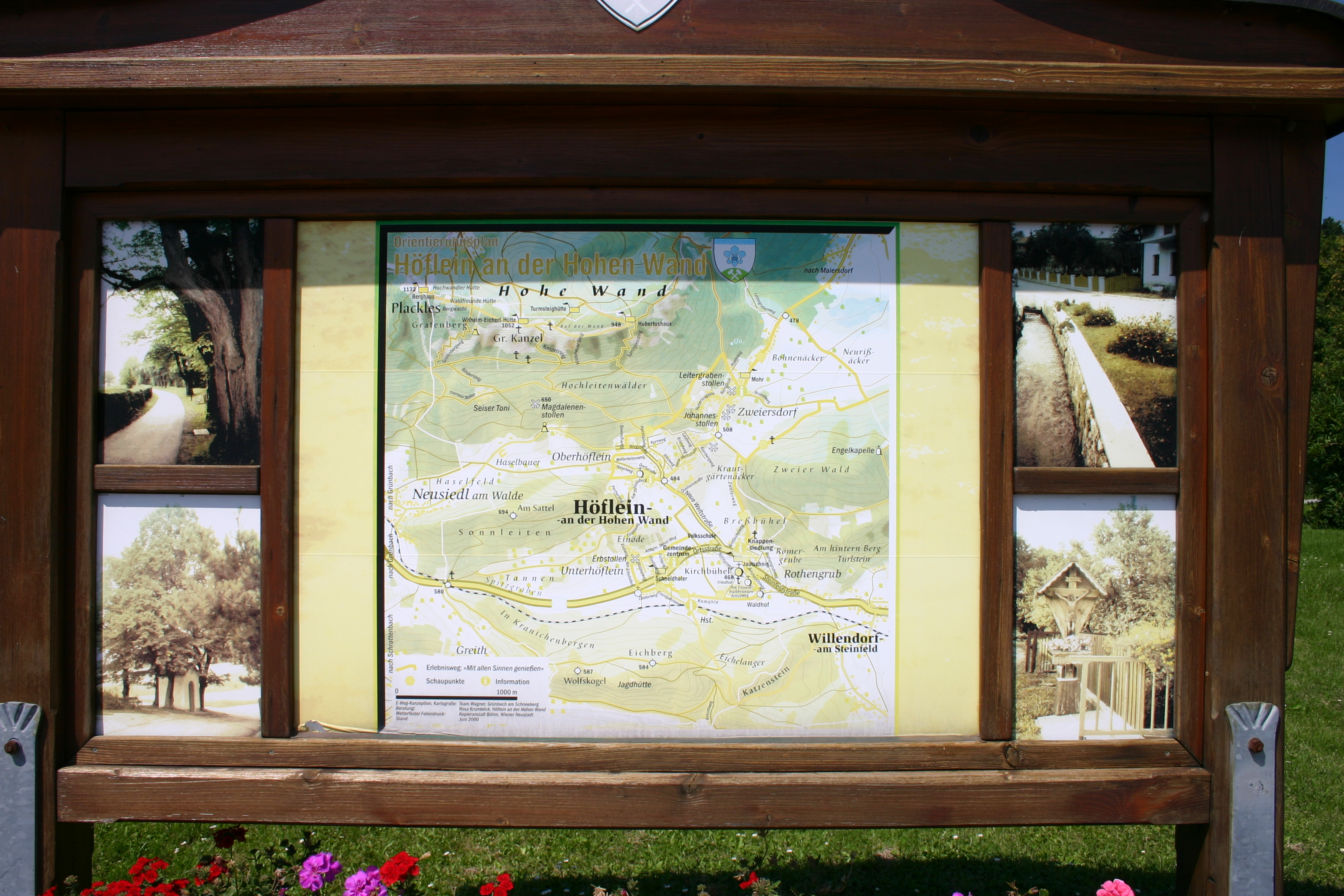
Gemeindekarte

Höflein (Mitte rechts) um 1873 (Aufnahmeblatt der Landesaufnahme)

Höflein an der Hohen Wand ist eine Gemeinde mit 886 Einwohnern (Stand 1. Jänner 2025) im Bezirk Neunkirchen in Niederösterreich.

## Geografie
Höflein an der Hohen Wand liegt am südlichen Ende der Hohen Wand im Industrieviertel in Niederösterreich. Die Fläche der Gemeinde umfasst 8,94 km². 54,32 % der Fläche sind bewaldet.

### Gemeindegliederung
Das Gemeindegebiet umfasst folgende drei Ortschaften (in Klammern Einwohnerzahl Stand 1. Jänner 2025):
- Oberhöflein (403)
- Unterhöflein (345)
- Zweiersdorf (138)

Katastralgemeinden sind Oberhöflein, Unterhöflein, Zweiersdorf.

### Nachbargemeinden
|                        | Hohe Wand (WB)                              |            |
| Grünbach am Schneeberg | Kompassrose, die auf Nachbargemeinden zeigt | Willendorf |
| Schrattenbach          | Würflach                                    |            |

## Geschichte
Der Ort verdankt seinen Namen vermutlich der ersten mittelalterlichen Besiedlung, als ein Hof vor vielen Jahrhunderten hier allein stand: Höflein („ein Hof allein“). Eine weitere Erklärung stammt aus dem keltischen Sprachgebrauch von Hovilin kommend („Höfe im Tale – in der Ebene“).
Die älteste gültige urkundliche Erwähnung stammt aus dem Jahr 1249. Erkenger von Landsee, einer Nebenlinie des steiermärkischen Adelsgeschlechtes der Stubenberger angehörend, widmet dem Kloster Rein einen Weinzehent zu Weikersdorf. In dieser Urkunde tritt ein Poppo de Hovelin als Zeuge auf. Daher feierte 1999 Höflein 750 Jahre seit der Ersterwähnung. In der Folge beherrschen lange Zeit die Stubenberger die Geschichte von Höflein.
Wie zahlreiche Funde in der Umgebung (Maiersdorf, Stollhof, am Hausstein bei Grünbach) und vor allem der im vorigen Jahrhundert gemachte Goldfund von Rothengrub beweisen, war Höflein bereits in der Urgeschichte bevölkert.
In der Zeit um 15 v. Chr. gehörten die „Neue Welt“ und das Gebiet der Hohen Wand zum keltischen Königreich Noricum. Mit der Eroberung des Königreiches durch das Römische Reich kam auch Höflein unter römische Herrschaft. Die Römer verwendeten bereits bestehende Wege für ihre Zwecke, so die am Ort vorbeiführende alte Eisen- und Salzstraße. Sie war eine Abzweigung der Blätterstraße und führte wie zwei weitere Römerwege durch unser Heimatgebiet.
Aus der Zeit der Völkerwanderung ist nicht sehr viel bekannt. Es dürften sich jedoch Awaren und Slawen in Höflein angesiedelt haben, was viele Funde in der Umgebung dokumentieren.
Nach der Zerstörung des Awarenreiches durch Karl den Großen wurden Grenzmarken zum Schutz angelegt. Höflein wurde Bestandteil der Grafschaft Pitten, die wiederum ein Teil von Karantanien war. Obwohl der Name „Mark“ nicht urkundlich belegt ist, wurde sie allgemein als „Püttner Mark“ oder „Waldmark“ bezeichnet und war Teil der Grafschaft Pitten. 970 kam diese und somit auch Höflein zur Karantanischen oder auch Kärntner Mark. Nach der Herrschaft der Wels-Lambacher und Formbach-Neuburger wurde die Grafschaft Pitten samt Höflein 1158 an die Markgrafen von Steier vererbt.
In dieser Zeit entstanden oder standen in dieser Gegend viele Burgen (Starhemberg, Emmerberg, Stixenstein, Dachenstein, Schrattenstein, Wulfingstein, Rothengrub und andere mehr). Auch in Höflein stand eine kleine Burganlage, die jedoch gegen Ende des Mittelalters schon wieder zerfallen war. Das Areal deckt sich mit dem Standort des Hauses Nr. 14. Im Keller befinden sich noch heute massive Felswände (Mauerstärke rund 1,5 Meter), die auf die einstige Burg hinweisen.
1192 kam das Herzogtum Steiermark und auch das Gebiet von Höflein an die Babenberger Herzöge. Nach deren Aussterben 1246 besetzte kurzfristig Böhmenkönig Ottokar die österreichischen Erblande. Aus dieser Zeit stammt die bereits erwähnte Erstnennung Höfleins in einer Urkunde (1249). In weiteren Urkunden wird ein Pilgrimo de Hoflinge, ein Pillgrimi de Hoflin, ein Ulrich von Hoflin sowie ein Bernhart der vrenower min purcraf ze hoflein genannt.
Mit der Niederlage Ottokars gegen Rudolf von Habsburg 1278 beginnt auch im heutigen Niederösterreich die bis 1918 dauernde Herrschaft der Habsburger. Die zahlreichen Urkunden (im Landesarchiv für Steiermark) geben Zeugnis über die Vorherrschaft des steiermärkischen Adelsgeschlechtes der Stubenberger in Höflein. 1311 verkaufte Heinrich von Stubenberg seinem „getriwen diener“ Walthern von Willendorf den unmittelbar bei Höflein gelegenen Aichberg. Die dazugehörige Urkunde bezeugt unter anderem auch Gerhart Fronauer, den stubenbergischen Burggraf zu Höflein. Kurz darauf kam Höflein (möglicherweise im Zusammenhang mit der Schlacht bei Ampfing) in die Lehenshoheit der Burggrafen von Nürnberg. 1320, am Sankt-Gallus-Tag (16. Oktober), belehnte Burggraf Friedrich von Nürnberg den Wulfing von Stubenberg mit der Veste Hoflin, dem Lehen seines 1315 verstorbenen Onkels Heinrich. 1347 tritt Ulrich von Stubenberg die Herrschaft in Höflein an, dass jetzt „z dem höflin“ genannt wurde. In der Urkunde von 1362 wird der nunmehrige Name für Höflein, Nider-Höflein, genannt. 1372 wird ein Alher von nider hoflein erwähnt und 1382 verkauft Hermann Putsch 60 Pfenninge Geld auf seinem Hof zu Niederheflein an Wulfing von Stubenberg. Bei der 1387 erfolgten Erbteilung zwischen den drei stubenbergischen Brüdern bekommt Ulrich von Stubenberg die Feste mit allen dazugehörigen Gütern. In der Urkunde gibt es auch erstmals eine Namensliste der Bewohner von Höflein.
Im 14. Jahrhundert lassen sich in Höflein auch ritterliche Leute nachweisen, die gelegentlich von den Stubenbergern Lehen genommen hatten. Auch andere Herrschaften und Pfarren dürften im 14. Jahrhundert ebenfalls Untertanen in Höflein besessen haben (Herrschaft Stixenstein, Pfarre St. Lorenzen).
1415, während des Konzils von Konstanz, wurde der damalige Burggraf von Nürnberg mit der Mark Brandenburg belehnt und Höflein deshalb nun ein brandenburgisches Lehen. 1418 wird „Hoflin unter der Zerwant“ (Zerwant ist der frühere Name der Hohen Wand) erwähnt. Die Brandenburger gaben Höflein noch sicher bis 1446 an die Stubenberger weiter. Bald machten sich aber auch bei uns die zahlreichen Adelsfehden des 15. Jahrhunderts bemerkbar.
1473 wurde das Lehen von Kaiser Friedrich III. eingezogen und mit Haßbach vereinigt, 1493 aber an Wolfgang Marhainer verliehen. Auf dem Reichstage zu Augsburg wurde Höflein dem Markgrafen von Brandenburg wieder herausgegeben und 1495 den Herren von Seebenstein, Georg und Koloman von Königsberg, gegen Bezahlung von 540 Gulden überlassen.
Bis 1656 blieb Höflein unter der Herrschaft der Königsberger.
Wolfgang Matthäus, der letzte männliche Spross der Königsberger, bekam 1631 Höflein von den Markgrafen von Brandenburg zu Lehen. Er verwirkte es allerdings, indem er zwar Steuern einhob, diese aber nicht abführte. Somit wurde es ihm von der niederösterreichischen Landschaft entzogen und da beide Herrschaften nicht abgelöst wurden, an den „woledlen und gestrengen Herrn Carl Pergen“ verkauft, womit sich die Lehnsherren einverstanden erklärten, zumal der neue Besitzer ihnen etwaigen erlittenen Schaden ersetzte. Er wurde neuer Herr von Höflein. In dieser Zeit wütete die Pest besonders arg. Es sollen nur sechs Personen diese Zeit überstanden haben und in Oberhöflein wurde eigens ein Pestfriedhof angelegt.
Von der zweiten Türkenbelagerung Wiens 1683 war Höflein ebenfalls betroffen, wenn auch nur am Rande. Die Feinde plünderten, steckten Häuser in Brand sowie misshandelten und entführten die Bewohner. Als Zufluchtsstätte in dieser Zeit galt für unsere Bewohner die Veste Rothengrub. Es bestand also keine Wehrhaftigkeit in der Höfleiner Burg mehr, da sie nicht als „Zuflucht-Stätt“ aufschien, wogegen Dachenstein, Emmerberg und eben Rothengrub sehr wohl genannt wurden.
Nachdem Höflein unter der Pest und den Türken schwer gelitten hatte, erhoffte man sich endlich Ruhe. Doch dauerte der Frieden nicht lange. 1702 fielen ungarische Rebellen, die Kuruzen, in Niederösterreich ein und zogen mordend und plündernd über unser Gebiet. Erst als diese vertrieben waren, folgte endlich ein Jahrhundert des Friedens.
Unter Kaiser Joseph II. (Sohn Maria Theresias) kam es durch dessen Kirchenreform zu einer Neugestaltung in der Pfarre. Die bisherige Pfarrkirche, die Thomaskirche in Willendorf, wurde 1783 entweiht und zum Pfarrhof umgebaut. Die größere Wallfahrtskirche Maria Kirchbüchl wurde neue Pfarrkirche und der Friedhof auf den Kirchbüchl verlegt. Unter Kaiser Joseph II. erfolgte auch von 1772 bis 1782 die erste Landesaufnahme von Österreich und somit auch von unserem Gebiet. Diese kann in der Österreichischen Nationalbibliothek oder auch im Österreichischen Kriegsarchiv besichtigt werden.
Von den Koalitionskriegen Anfang des 19. Jahrhunderts wurde das Gebiet von Höflein schwer getroffen. Die Bewohner litten unter den Plünderungen, Brandschatzungen und Misshandlungen.
Unter Kaiser Franz I. wurden von den Gemeinden Katastralpläne angefertigt. In den dazugehörigen Mappen sind die Bewohner der Ortsteile Unterhöflein, Oberhöflein und Zweiersdorf sowie die einzelnen Grundstücksparzellen (Stand 1821) genau angeführt. Die Pläne sowie die Auflistung sind derzeit in Arbeit und können im Gemeindeamt angesehen werden.
1825 verkauften die Pergen ihren Besitz an den Fürsten Johann von Liechtenstein (Stammsitz Burg Liechtenstein bei Maria Enzersdorf) und somit bekam auch Höflein einen neuen Besitzer.
In der Zeit von 1830 bis 1845 verfasste Schweickhardt von Sickingen eine Perspektivkarte des Erzherzogthums Österreich unter der Enns. Eine Reproduktion kann im Gemeindeamt besichtigt werden.
1862 wurde durch das Reichsgemeindegesetz den Gemeinden das Wählen von Bürgermeistern ermöglicht. Ab 1865 sind alle Bürgermeister der Gemeinde Höflein amtlich belegbar (von 1865 bis 1867 Simon Schneidhofer). Bilder der einzelnen Bürgermeister von Höflein hängen im Sitzungssaal der Gemeinde.
1880 bestand die Ortsgemeinde Höflein bereits aus 89 Häusern mit 485 Einwohnern, 1890 aus 94 Häusern mit 545 Einwohnern, obwohl 1866 und 1873 Höflein von der Cholera heimgesucht wurde.
Diesen Aufschwung in der Mitte des 19. Jahrhunderts verdankt Höflein dem Kohlebergbau. Nachdem bereits in Grünbach Steinkohle abgebaut wurde, begannen 1833 Paul Lupat und Michael Fenzl mit der Erschließung des Magdalenen-Grubenfeldes in Oberhöflein. Durch den Erbstollen in Unterhöflein wurde eine Verbindung zu den Stollen in Grünbach hergestellt.
Mit dem Bau der Schneebergbahn und der Eröffnung der Zahnradbahn 1897 wurde das Gebiet der Hohen Wand und des Schneebergs weiter erschlossen. Die Eisenbahn war nicht nur dem Fremdenverkehr dienlich, sondern auch dem Abtransport der Kohle. 1900 wurde am Erbstollen eine Brikettfabrik errichtet. Da die meisten Briketts beim Verladen auf die Bahnwaggons wieder zerfielen, kam der Fabrik nie eine wirkliche Bedeutung zu. Am 1. Juli 1919 wurden die Höfleiner Grubenfelder und Betriebsanlagen vom Grünbacher Steinkohlenwerk verkauft und nach kurzfristiger Weiterführung 1925 die Förderung eingestellt.
Während im Ersten Weltkrieg Höflein nicht in der direkten Frontlinie lag, wurde die Gemeinde gegen Ende des Zweiten Weltkriegs besonders hart getroffen. Bereits während des Krieges war die Gemeinde Höflein aufgelöst und der „Bürgermeisterei Grünbach-Höflein-Schrattenbach“ eingegliedert worden.
Im April 1945 kam es zu schweren Kämpfen zwischen den Deutschen und Russen. Die Verluste im Gemeindegebiet werden mit 50 Russen und 70 Gefallenen bei der deutschen Wehrmacht angegeben und es gab acht Ziviltote. Durch die Kapitulation der deutschen Truppen am 8. Mai 1945 kam es zu keinen weiteren Kampfhandlungen mehr. Die sowjetischen Besatzungstruppen und nach Kriegsende die sowjetische Militärpolizei blieben bis Ende 1946 in Unterhöflein stationiert.
Im Mai 1945 wurde von den Russen Anton Tressl als provisorischer Bürgermeister bestimmt. Im Juli erfolgte in der ersten provisorischen Gemeinderatssitzung die Wahl Franz Tressls zum Bürgermeister.
Die Kohleknappheit nach dem Zweiten Weltkrieg führte zu dem Bemühen, den Bergbau in Höflein wieder ins Leben zu rufen. Nachdem sich seit 1951 mehrere Eigentümer der Grubenmaße abgewechselt hatten, wurde am 1. Jänner 1957 die „Hohe-Wand-Steinkohle Bergbauges. m. b. H.“ gegründet und bei Peisching das Kraftwerk „Hohe Wand“ errichtet, welches heimische Kohle verheizte. Nach der Schließung des Grünbacher Steinkohlenwerks 1965 blieb Höflein bis zur eigenen Schließung 1967 für zwei Jahre im Besitz des einzigen Steinkohlenwerkes Österreichs. 1976 dienten Gerätschaften aus dem Oberhöfleiner Steinkohlebergwerk dazu, bei der betrügerischen Versenkung des Seefrachters Lucona wertvollere Fracht vorzutäuschen.
1970 erfolgte die Gemeindezusammenlegung mit Grünbach, ehe Höflein 1991 wieder eine selbständige Gemeinde wurde. 1993 wurde das Gemeindezentrum eröffnet und 1996 bekam Höflein ein eigenes Wappen. 1999 konnte die Gemeinde ihr 750-Jahr-Jubiläum feiern.

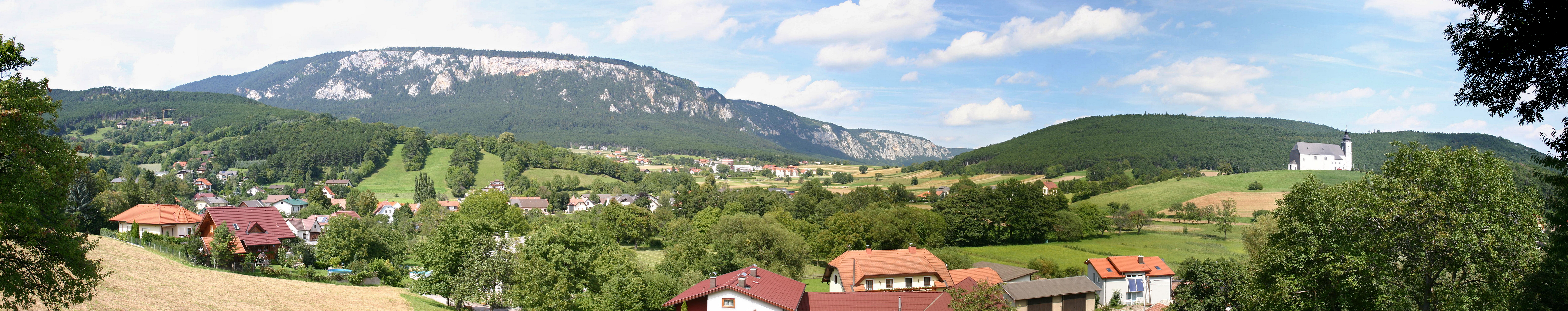
Panoramabild der Gemeinde mit der Hohen Wand im Hintergrund

### Bevölkerungsentwicklung
| Höflein an der Hohen Wand: Einwohnerzahlen von 1869 bis 2025 | Höflein an der Hohen Wand: Einwohnerzahlen von 1869 bis 2025 | Höflein an der Hohen Wand: Einwohnerzahlen von 1869 bis 2025 | Höflein an der Hohen Wand: Einwohnerzahlen von 1869 bis 2025 | Höflein an der Hohen Wand: Einwohnerzahlen von 1869 bis 2025 |
| ------------------------------------------------------------ | ------------------------------------------------------------ | ------------------------------------------------------------ | ------------------------------------------------------------ | ------------------------------------------------------------ |
| Jahr                                                         |                                                              |                                                              |                                                              | Einwohner                                                    |
| 1869                                                         | 1869                                                         |                                                              | 452                                                          | 452                                                          |
| 1880                                                         | 1880                                                         |                                                              | 485                                                          | 485                                                          |
| 1890                                                         | 1890                                                         |                                                              | 545                                                          | 545                                                          |
| 1900                                                         | 1900                                                         |                                                              | 605                                                          | 605                                                          |
| 1910                                                         | 1910                                                         |                                                              | 694                                                          | 694                                                          |
| 1923                                                         | 1923                                                         |                                                              | 804                                                          | 804                                                          |
| 1934                                                         | 1934                                                         |                                                              | 792                                                          | 792                                                          |
| 1939                                                         | 1939                                                         |                                                              | 771                                                          | 771                                                          |
| 1951                                                         | 1951                                                         |                                                              | 724                                                          | 724                                                          |
| 1961                                                         | 1961                                                         |                                                              | 703                                                          | 703                                                          |
| 1971                                                         | 1971                                                         |                                                              | 769                                                          | 769                                                          |
| 1981                                                         | 1981                                                         |                                                              | 743                                                          | 743                                                          |
| 1991                                                         | 1991                                                         |                                                              | 717                                                          | 717                                                          |
| 2001                                                         | 2001                                                         |                                                              | 779                                                          | 779                                                          |
| 2011                                                         | 2011                                                         |                                                              | 857                                                          | 857                                                          |
| 2021                                                         | 2021                                                         |                                                              | 890                                                          | 890                                                          |
| 2025                                                         | 2025                                                         |                                                              | 886                                                          | 886                                                          |
| Quelle(n): Statistik Austria, Gebietsstand 1.1.2021          |                                                              |                                                              |                                                              |                                                              |

### Religion

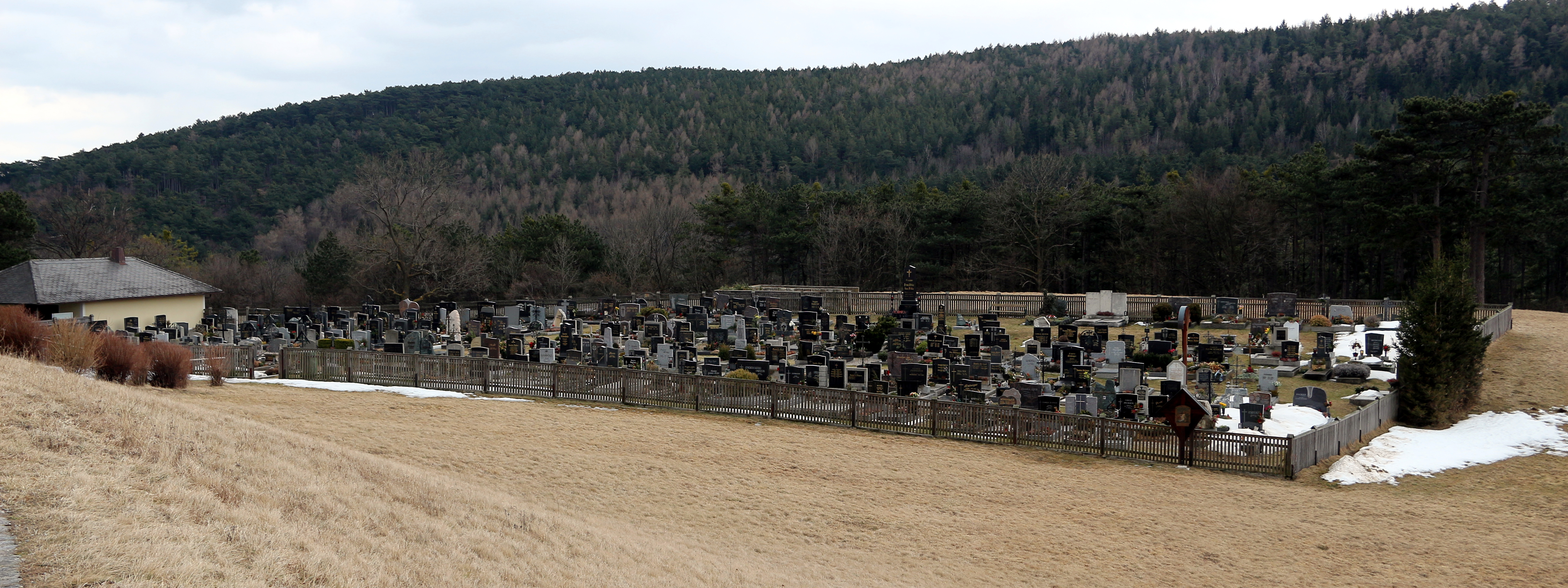
Friedhof unweit der Wallfahrtskirche

Nach den Daten der Volkszählung 2001 sind 82,4 % der Einwohner römisch-katholisch und 2,2 % evangelisch. 0,1 % gehören orthodoxen Kirchen an. 13,0 % der Bevölkerung haben kein religiöses Bekenntnis.

## Kultur und Sehenswürdigkeiten

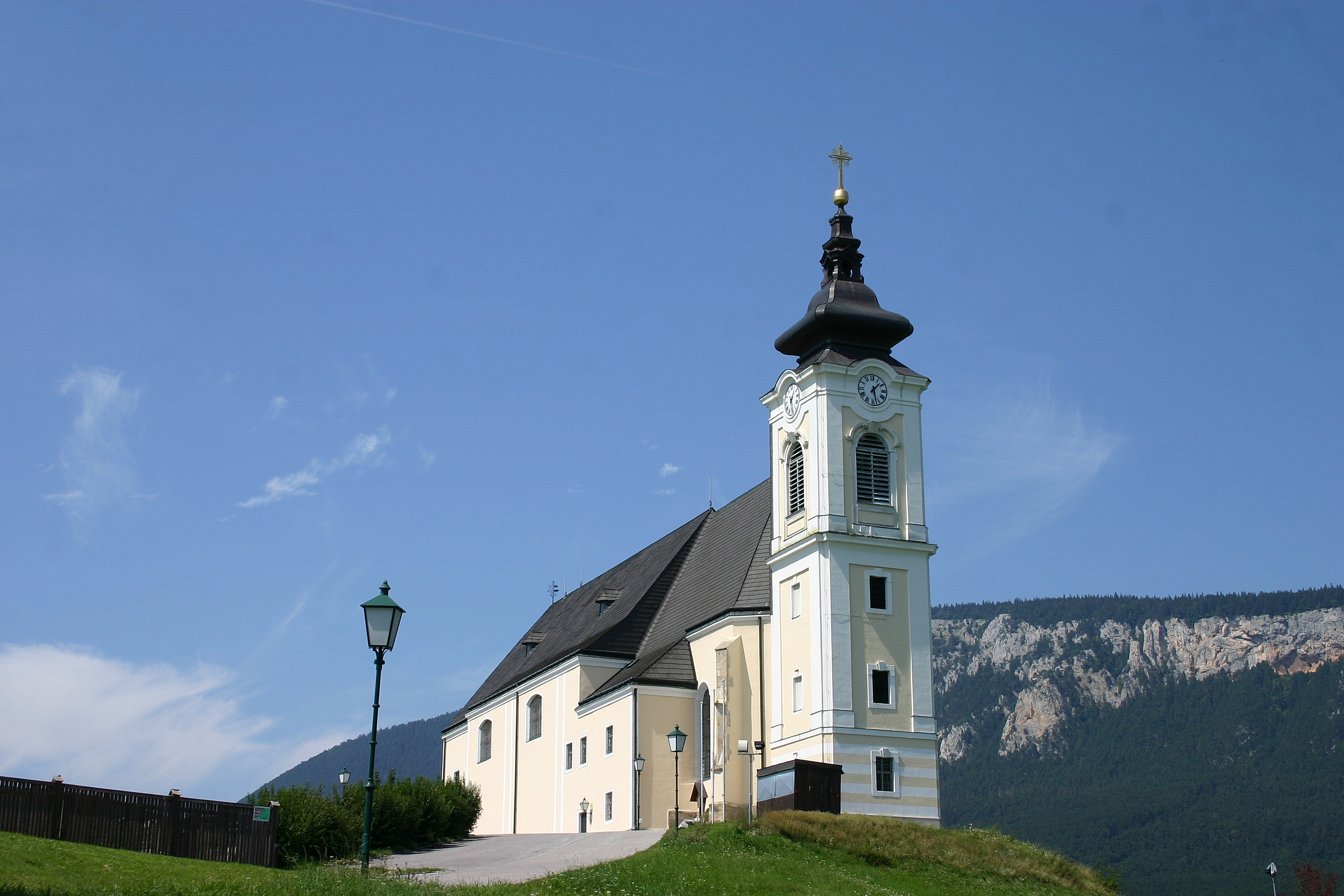
Pfarr- und Wallfahrtskirche Unterhöflein

- Katholische Pfarr- und Wallfahrtskirche Unterhöflein Mariä Geburt

## Wirtschaft
Nichtlandwirtschaftliche Arbeitsstätten gab es im Jahr 2001 43, land- und forstwirtschaftliche Betriebe nach der Erhebung 1999 36. Die Zahl der Erwerbstätigen am Wohnort betrug nach der Volkszählung 2001 372. Die Erwerbsquote lag 2001 bei 49,03 Prozent.

## Öffentliche Einrichtungen
In der Gemeinde befindet sich ein Kindergarten und eine Volksschule.

## Politik

### Gemeinderat
Der Gemeinderat hat 15 Mitglieder.
- Mit den Gemeinderatswahlen in Niederösterreich 1990 hatte der Gemeinderat folgende Verteilung: 9 SPÖ, 3 ÖVP, und 3 Überparteiliche Liste Höflein-Zweiersdorf. (?)
- Mit den Gemeinderatswahlen in Niederösterreich 1995 hatte der Gemeinderat folgende Verteilung: 9 SPÖ, 3 Überparteiliche Liste Höflein-Zweiersdorf, und 3 ÖVP.[5]
- Mit den Gemeinderatswahlen in Niederösterreich 2000 hatte der Gemeinderat folgende Verteilung: 10 SPÖ, und 5 ÖVP.[6]
- Mit den Gemeinderatswahlen in Niederösterreich 2005 hatte der Gemeinderat folgende Verteilung: 10 SPÖ, und 5 ÖVP.[7]
- Mit den Gemeinderatswahlen in Niederösterreich 2010 hatte der Gemeinderat folgende Verteilung: 10 SPÖ, und 5 ÖVP.[8]
- Mit den Gemeinderatswahlen in Niederösterreich 2015 hat der Gemeinderat folgende Verteilung: 8 SPÖ, 6 ÖVP, und 1 Unabhängige Liste Peter Groß.[9]
- Mit den Gemeinderatswahlen in Niederösterreich 2020 hatte der Gemeinderat folgende Verteilung: 9 SPÖ und 6 ÖVP.[10]
- Mit den Gemeinderatswahlen in Niederösterreich 2025 hat der Gemeinderat folgende Verteilung: 10 SPÖ und 5 ÖVP.[11]

### Bürgermeister
- 1991–2016 Günther Stickler (SPÖ)[12]
- seit 2016 Harald Ponweiser (SPÖ)[13]

### Wappen

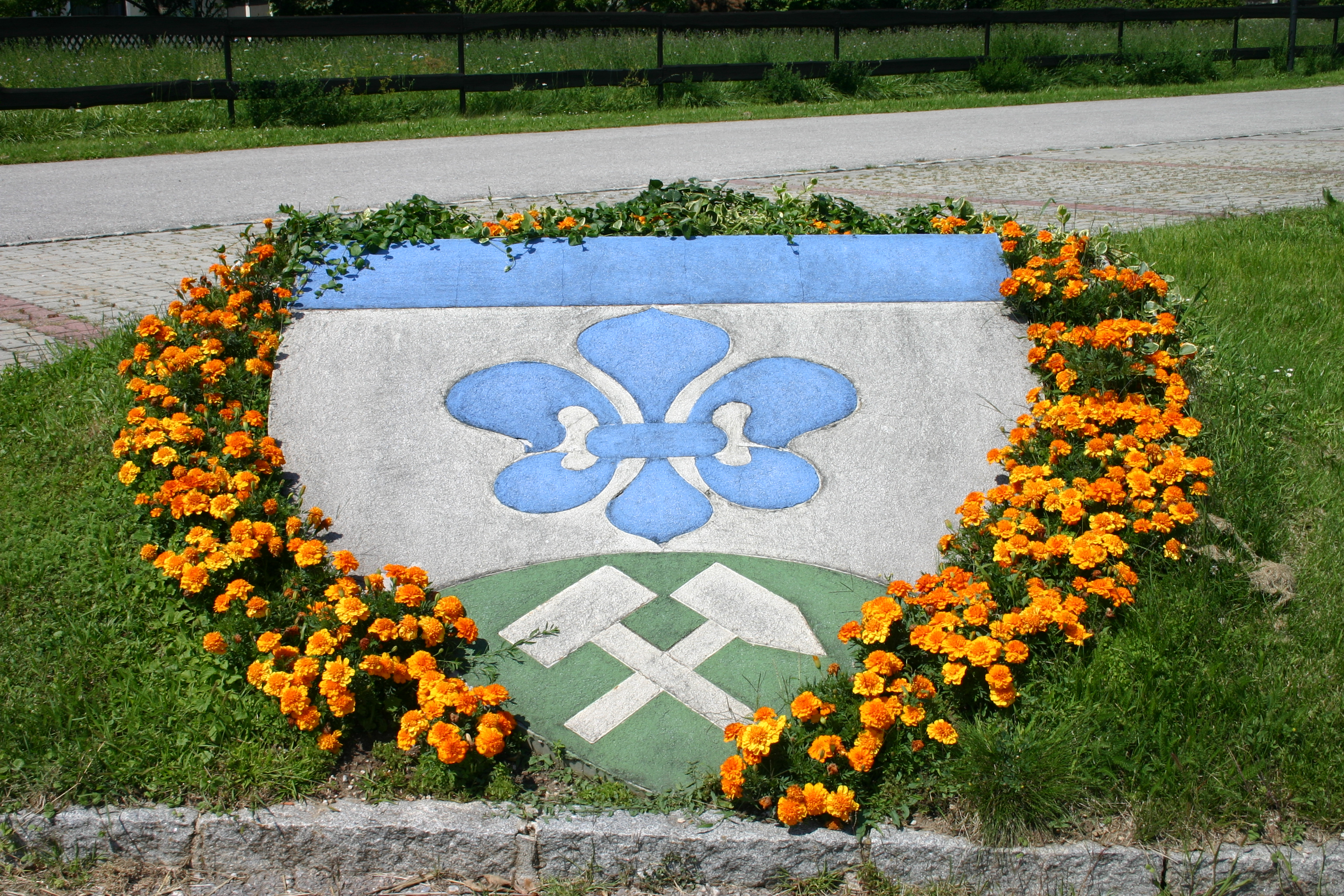
Gemeindewappen mit Blumenschmuck

Offizielle Wappenbeschreibung: Die Niederösterreichische Landesregierung hat in ihrer Sitzung vom 25. Juni 1996 der Gemeinde Höflein an der Hohen Wand „in Anerkennung und Würdigung der ständigen Verbesserung der kommunalen Einrichtungen in den letzten Jahrzehnten“ das Recht zur Führung des nachstehend beschriebenen und eingezeichneten Gemeindewappens verliehen:
Blasonierung: „In Silber unter blauem Schildhaupt eine blaue heraldische Lilie, im Schildfuß ein grüner Hügel, darin ein silbernes Bergwerkszeichen, Schlegel und Eisen.“
Die aus diesem Gemeindewappen abzuleitenden Farben der Gemeindefahne sind „Blau-Weiß-Grün“.

## Persönlichkeiten
- Rudolf Wehrl (1903–1965), Politiker